# Anoplodactylus brevirostris
Anoplodactylus brevirostris är en havsspindelart som beskrevs av Child, C.A. 1988. Anoplodactylus brevirostris ingår i släktet Anoplodactylus och familjen Phoxichilidiidae. Inga underarter finns listade i Catalogue of Life.